# Мариан Вълев
Мариан Николов Вълев е български актьор.

## Биография
Мариан Вълев е роден на 11 април 1969 г. във Варна. Завършва актьорско майсторство за драматичен театър във ВИТИЗ „Кръстьо Сарафов“ в класа на професор Енчо Халачев през 1993 г. От 1987 г. до 1989 г. отбива военната си служба в Армейска школа за високо спортно майсторство „Чавдар“.
Участва в постановките на Театър 199 „Изгори го“ от Ланфорд Уилсън, реж. Христо Христов и „Подземни чайки“ от Алфонсо Вайехо, реж. Ивайло Христов. Първият филм, в който се снима, е „Граница“. След приключването на участието си в него заминава за чужбина. Следващата му роля е в „Лов на дребни хищници“. В сериала „Под прикритие“ изпълнява ролята на Росен Гацов – Куката.

## Филмография
- Граница (1994) – Красавеца
- Всичко от нула (1996)
- Лов на дребни хищници (2010) – Синатра
- Под прикритие (2011 – 2016) – Росен Гацов – Куката
- Кецове (2011)
- Корпус за бързо реагиране (2012) – г-н Георгиев
- В името на краля (2014)
- Смъртоносна надпревара 4: Отвъд анархията  (2018) – Мъртвеца
- Ятаган (2020) – инспектор Рангел Костов
- Жълт олеандър (2022) – Марио
- Борсови играчи (2022) – Камен
- Есента на демона (2024) – Явор Тороманов

### Режисьор
- Чалга (2024)